# Nyugalomterápia
A Nyugalomterápia Molnár Ferenc „Caramel” 2005-ben megjelent első önálló stúdióalbuma.

## Az album dalai
1. Várt váratlan
2. Te vagy az a lány
3. Mennem kell
4. 6 év után
5. Majdnem műszerész
6. Ne szólj
7. Ugyanúgy soul
8. Egyenesen beteges
9. Millió érzés
10. Lelkemből szól
11. Jégszív
12. Együtt élünk
13. Szállok a dallal (Aréna version)
14. Szállok a dallal (Jazz version)
15. Bulvárhír

## Kislemezek
- Szállok a dallal
- Várt váratlan
- Mennem kell